# Xue Chen
Xue Chen (en chino: 薛晨; Nanping, 18 de febrero de 1989) es una deportista china que compitió en voleibol, en la modalidad de playa.
Participó en dos Juegos Olímpicos de Verano, obteniendo la medalla de bronce en Pekín 2008 (haciendo pareja con Zhang Xi) y el cuarto lugar en Londres 2012. Ganó dos medallas en el Campeonato Mundial de Vóley Playa, oro en 2013 y bronce en 2011.

## Palmarés internacional
| Juegos Olímpicos   | Juegos Olímpicos         | Juegos Olímpicos  | Juegos Olímpicos |
| Año                | Lugar                    | Medalla           | Pareja           |
| ------------------ | ------------------------ | ----------------- | ---------------- |
| 2008               | Pekín (China)            | Medalla de bronce | Zhang Xi         |
| Campeonato Mundial |                          |                   |                  |
| Año                | Lugar                    | Medalla           | Pareja           |
| 2011               | Roma (Italia)            | Medalla de bronce | Zhang Xi         |
| 2013               | Stare Jabłonki (Polonia) | Medalla de oro    | Zhang Xi         |